# Lars Väringer
Lars Erik Väringer, född 20 augusti 1951 i Nyköpings västra församling, Södermanlands län, är en svensk skådespelare.

## Biografi
Väringer studerade vid Statens scenskola i Malmö. Han har varit engagerad vid bland annat Dramaten, Helsingborgs stadsteater, Studioteatern, Stockholms stadsteater, Malmö Opera, Göteborgs stadsteater Vallarnas Friluftsteater och Backa teater. Han har gjort en rad roller på TV och film, bland annat i Det nya landet och Sunes sommar. Väringer bor tillsammans med sin fru Anna Söderling (född 1955) i Göteborg och har en dotter, Kajsa (född 1994).

## Filmografi (i urval)
- 1985 – August Palms äventyr (TV-serie)
- 1986 – Skånska mord (TV-serie)
- 1987 – I dag röd (TV-serie)
- 1987 – Lysande landning (TV-serie)
- 1987 – Träff i helfigur (TV-serie)
- 1988 – Jungfruresan
- 1988 – Kuriren (TV-serie)
- 1990 – Den svarta cirkeln (TV-serie)
- 1990 – Främmande makt (TV-serie)
- 1990 – Hjälten
- 1991 – Tre kärlekar (TV-serie)
- 1992 – Hassel – Botgörarna
- 1993 – Polisen och domarmordet (TV-serie)
- 1993 – Sunes sommar
- 1994 – Rena Rama Rolf (TV-serie)
- 1994 – Mördare utan ansikte (TV-serie)
- 1994 – År av drömmar (TV-serie)
- 1995 – Hem till byn (TV-serie)
- 1996 – Anna Holt (TV-serie)
- 1996 – Torntuppen (TV-serie)
- 1997 – Glappet (TV-serie)
- 1998 – När karusellerna sover (TV-serie)
- 1998 – Vita lögner (TV-serie)
- 1999 – Sjätte dagen (TV-serie)
- 2000 – Det nya landet (TV-serie)
- 2003 – Tillfällig fru sökes
- 2003 – En ö i havet (TV-serie)
- 2004 – Två bröder emellan
- 2005 – Två ägg i högklackat
- 2007 – Se upp för dårarna
- 2008 – Anna Pihl
- 2008 – Chaque minute
- 2009 – Någon annanstans
- 2009 – Wallander – Hämnden
- 2010 – Isolerad
- 2010 – Starke man (TV-serie)
- 2010 – Pax
- 2011 – Gynekologen i Askim (TV-serie)
- 2013 – Molanders (TV-serie)
- 2013 – Johan Falk - Kodnamn: Lisa
- 2014 – Ettor & nollor
- 2017 – Saltön (TV-serie)
- 2017 – Vår tid är nu (TV-serie)
- 2017 – Alex (TV-serie)
- 2018 – Unga Astrid
- 2019 – Midsommar
- 2019 – Jag kommer hem igen till jul
- 2020–2022 – Lyckoviken (TV-serie)
- 2020 – Åreakuten (TV-serie)
- 2020 – Sommaren 85 (TV-serie)
- 2020 – Kärlek & Anarki (TV-serie)
- 2022 – Andra akten
- 2022 – Spelskandalen (TV-serie)
- 2022 – Äntligen! (TV-serie)
- 2024 – Doktrinen (TV-serie)

## Teater

### Roller (ej komplett)
| År   | Roll                         | Produktion                                                               | Regi                | Teater                   |
| ---- | ---------------------------- | ------------------------------------------------------------------------ | ------------------- | ------------------------ |
| 1984 | Mr Peachum                   | Tolvskillingsoperan (Die Dreigroschenoper) Bertolt Brecht och Kurt Weill | Ronny Danielsson    | Studioteatern            |
| 1986 | Agamemnon                    | Ifigenia i Aulis (Ἰφιγένεια ἐν Αὐλίδι, Īphigéneia en Aulídi) Euripides   | Anita Blom          | Helsingborgs stadsteater |
| 2001 | Professor Higgins            | Eliza (Pygmalion) George Bernard Shaw                                    | Eva Bergman         | Backa teater             |
| 2002 | Pappa                        | Nefertitis barn Jonna Nordenskiöld                                       | Malin Stenberg      | Backa teater             |
| 2004 | Gustav Nilsson               | Två bröder emellan Krister Classon                                       | Krister Classon     | Vallarnas friluftsteater |
| 2005 | Gustav Nilsson               | Två ägg i högklackat Krister Classon                                     | Krister Classon     | Vallarnas friluftsteater |
| 2007 | Svidrigajlov                 | Brott och straff (Преступление и наказание, Prestuplenije i nakazanije)  | Mattias Andersson   | Backa teater             |
| 2011 |                              | Astronauten som inte fick landa Bea Uusma Schyffert                      | Lars Melin          | Backa teater             |
| 2013 | Knut                         | Leka med elden                                                           | Mattias Nordkvist   | Göteborgs stadsteater    |
| 2013 | Edouard Dindon               | La Cage Aux Folles                                                       | Bo Hermansson       | Göteborgsoperan          |
| 2014 | Hovrättsrådet                | Charmörer på vift (Der wahre Jacob) Franz Arnold och Ernst Bach          | Bo Hermansson       | Krusenstiernska gården   |
| 2014 | Martin                       | Natten är dagens mor Lars Norén                                          | Dennis Sandin       | Göteborgs stadsteater    |
| 2015 | Hugo Rask                    | Egenmäktigt förfarande                                                   | Karin Parrot        | Uppsala stadsteater      |
| 2016 | Jackie Elliot                | Billy Elliot Lee Hall och Elton John                                     | Ronny Danielsson    | Malmö Opera              |
| 2017 | Tevje                        | Spelman på taket (Fiddler on the Roof)                                   | Ronny Danielsson    | Uppsala stadsteater      |
| 2017 | Jackie Elliot                | Billy Elliot Lee Hall och Elton John                                     | Ronny Danielsson    | Kulturhuset Stadsteatern |
| 2018 | Oscar Dahlberg, målarmästare | Pilsner & penseldrag (Grabbarna i 57:an) Gideon Wahlberg                 | Ulf Dohlsten        | Vallarnas friluftsteater |
| 2018 | Isak Jacobi, affärsidkare    | Fanny och Alexander Ingmar Bergman                                       | Eva Bergman         | Göteborgs stadsteater    |
| 2021 | Farsan                       | Kärlek skonar ingen Mirja Unge, Håkan Hellström och Björn Olsson         | Victoria Brattström | Göteborgsoperan          |
| 2022 | Gamle Ekdal                  | Vildanden Henrik Ibsen                                                   | Emil Graffman       | Göteborgs stadsteater    |
| 2024 | Noppe Magnusson              | Oj då! … en till?! (One For the Pot) Ray Cooney och Tony Hilton          | Edward af Sillén    | Krusenstiernska gården   |